# Luciérnaga (DC Comics)
Luciérnaga (Garfield Lynns) (Inglés: Firefly) es un supervillano ficticio que aparece en los cómics estadounidenses publicados por DC Comics. Creado por France Herron y Dick Sprang, hizo su debut en Detective Comics # 184 (junio de 1952). Inicialmente presentado como un criminal que utiliza efectos de iluminación para cometer robos, Luciérnaga fue posteriormente re-imaginado como un sociópata pirómano con una compulsión obsesiva a iniciar incendios luego de Crisis on Infinite Earths, un reinicio del Universo DC en los años ochenta. Esta descripción más oscura del personaje desde entonces se ha mantenido como uno de los enemigos más recurrentes del superhéroe Batman, pertenece al colectivo de los adversarios que componen su galería de villanos. Como un criminal disfrazado, Luciérnaga ha combatido no solo a Batman y Robin, sino también a Creeper y los Outsiders.
Luciérnaga ha aparecido en varias formas de medios, incluidos varios programas ambientados en el Universo animado de DC, la serie de dibujos animados The Batman, la primera temporada de la serie de televisión Arrowverso de acción en vivo de The CW, Arrow interpretado por Andrew Dunbar, y la franquicia del videojuego Batman: Arkham. Además, una versión femenina del personaje llamado Bridgit Pike apareció en la serie de televisión Gotham, interpretada por Michelle Veintimilla y Camila Pérez. La versión de Garfield Lynns del personaje iba a aparecer en la cancelada película de HBO Max Batgirl (2022) del Universo extendido de DC, donde era interpretado por Brendan Fraser.

## Biografía

### Pre-Crisis
Garfield Lynns era un experto en efectos especiales cinematográficos sin recursos cuyo plan para robar un teatro fingiendo un incendio fue frustrado por Batman y Robin. Mientras Lynns huía de la escena, Batman confundió una luciérnaga distante con el cigarrillo encendido de Lynns y lo persiguió en la dirección equivocada. Lynns vio esto como una señal del destino y se convirtió en Luciérnaga, un criminal disfrazado que utilizó varios efectos de iluminación e ilusiones ópticas durante los atracos.

### Post-Crisis
Después del reinicio de Crisis on Infinite Earths del Universo DC, Luciérnaga fue reimaginado como un personaje mucho más oscuro y violento.
Después de ser arrebatados de sus padres abusivos, Garfield Lynns y su hermana, Amanda, crecieron en St. Evangelina Hogar de Huérfanos. A diferencia de su hermana relativamente normal, Garfield era un niño problemático al que nadie quería adoptar. Como adulta, Lynns se convirtió en una experta en pirotecnia y efectos especiales en la industria del cine, pero finalmente fue víctima de los graves problemas de pobreza de Gotham City y, como resultado, se convirtió en una vida delictiva. Si bien inicialmente solo cometió incendios provocados durante sus robos como pasatiempo, la compulsión de Lynns por iniciar incendios pronto se convirtió en una obsesión piromaníaca como resultado de su infancia abusiva y problemática; creía que podía ver visiones en las llamas que creaba.
Lynns luego se convierte en un pirómano profesional conocido como "Luciérnaga", y se alía con el supervillano Polilla Asesina en un intento de matar a Batman y Robin. Sin embargo, su alianza se desmorona cuando Polilla Asesina se da cuenta del alcance total de la locura de Luciérnaga y teme por su propio bienestar. Luego, los dos villanos son detenidos. Durante la historia de Batman: Knightfall, Luciérnaga escapa del Arkham Asylum e intenta quemar todos los lugares a los que no tuvo el privilegio de ir cuando era niño. Después de destruir con éxito un muelle y un teatro, Batman detiene a Luciérnaga mientras intenta quemar el zoológico de Gotham. En su próximo intento de quemar Gotham hasta los cimientos, Luciérnaga queda terriblemente marcado cuando un incendio incontrolable que inicia en una fábrica química hace que explote; más del 90 por ciento de su cuerpo está quemado, por lo que diseña un traje de batalla ignífugo para protegerse de sus propias llamas a partir de este punto.
Durante el arco argumental de No Man's Land, Luciérnaga es uno de los reclusos de la penitenciaría Blackgate cuando Lock-Up se hace cargo de ella. Cuando Nightwing es capturado después de intentar recuperar la prisión de Lock-Up, Luciérnaga intenta matarlo y usar su piel sobre su cuerpo quemado.
Durante la crisis de DC One Million, Luciérnaga casi quema Gotham mientras estaba infectada con el virus Hourman, lo que requiere que Nightwing y Robin trabajen con el futuro Batman para detenerlo.
Luciérnaga hace una breve aparición en el arco de la historia de la Liga de la Justicia de América "Crisis of Conscience", luchando contra Catwoman en Gotham City por un diamante antes de que llegue Batman. Aunque se produce una batalla épica entre la Sociedad Secreta y la Liga de la Justicia, Luciérnaga queda inconsciente y permanece así durante toda la batalla. Hace otra breve aparición en la miniserie de 2005 Villains United cuando Seis Secretos intenta escapar del alcance de la Sociedad.
Luciérnaga es uno de los numerosos héroes y villanos, aparentemente asesinados por los OMACs en las páginas de The OMAC Project, aunque más tarde aparece vivo en Villains United: Infinite Crisis Special y Gotham Underground. Luciérnaga aparece con Sr. Frío enfrentado a Batman (aunque Luciérnaga lleva el mismo uniforme que el diseño de la Luciérnaga de The Batman). Se muestra nuevamente que él y el Sr. Frío trabajaron juntos un mes después de los eventos de la Crisis, Batman trabajando con un Harvey Dent redimido para derribarlos antes de tomar su año de ausencia mientras deja a Dent para proteger a Gotham.
Después de la Crisis Final, Luciérnaga estaba con la Sociedad Secreta de Supervillanos de Cheetah III en el momento en que fuese creado Genocide. Fue derrotado por Wonder Woman, junto con Shrapnel, Phobia, y T.O. Morrow.
Luciérnaga es reclutado por una nueva Máscara Negra a una parte de un grupo de villanos que quieren tener control sobre Gotham, pero él sigue su propia agenda. Inspirado en los productos químicos que utiliza la Máscara Negra sobre él, Luciérnaga inserta chips en Gothamitos con el fin de quemarlos. No mucho después de que se revelara que la identidad del nuevo Máscara Negra era Jeremiah Arkham, Luciérnaga fue arrestado y puesto en Arkham Asylum. Poco tiempo después, Luciérnaga es sacado de Arkham Asylum por Dick Grayson, quien asumió el papel de Batman, para ayudarlo a obtener acceso a los amigos más cercanos de Sebastian Blackspell. Batman (Dick) desea saber cuáles son las verdaderas intenciones de Blackspell con respecto a matar a Riddler.

## Poderes y habilidades
Después del reinicio del Universo DC de Crisis on Infinite Earths, la representación de Luciérnaga se modificó drásticamente de la de un simple criminal que utilizaba luces de colores e ilusiones ópticas a la de un sociópata violento con intensa piromanía. Incluso antes de convertirse en Luciérnaga, Garfield Lynns ya era un experto en pirotecnia y explosivos con un profundo conocimiento de los agentes inflamables. Después de quedar horriblemente marcado por un incendio en una fábrica de productos químicos, Lynns diseñó mecánicamente un traje de batalla aislado e ignífugo para protegerse. Este equipo especializado está equipado con un extenso arsenal de armas que crean fuego, incluido un lanzallamas de grado militar, varios dispositivos incendiarios (como granadas, napalm y bombas de humo) y una hoja de plasma sobrecalentado con forma de espada para el combate cuerpo a cuerpo a corta distancia. Un jet pack alado de alta tecnología también está montado en la parte posterior de la armadura para permitir un vuelo de alta velocidad.

## Otros personajes llamados Luciérnaga

### Ted Carson
Un hombre llamado Ted Carson se convierte en el segundo personaje en adoptar la identidad de "Luciérnaga". Creado por Bill Finger y Sheldon Moldoff, apareció por primera vez en Batman #126. Carson era un heredero de una mina de oro ostentosamente rico que apostó la fortuna de su familia y posteriormente se dedicó a una vida delictiva como el segundo Luciérnaga. Carson luego se embarca en una juerga de robos antes de ser detenido por Batman y Batwoman.
En el reinicio de The New 52, Carson es un ex maestro de secundaria que intenta incinerar todo lo que lo separará de su exnovia Cindy Cooke, aunque finalmente es derrotado por Nightwing y Batgirl.
En el relanzamiento de DC Rebirth, Ted Carson y Polilla Asesina intentan matar a Batman para cobrar la recompensa multimillonaria de Dos Caras. Más tarde, Carson es visto como uno de los muchos villanos que Bane golpea en su búsqueda para llegar a Batman en Arkham Asylum. Durante la guerra de pandillas entre el Joker y el Riddler, se muestra a Carson poniéndose del lado de la facción del Riddler.

### Bridgit Pike
La protegida de Ted Carson, Bridgit Pike (un personaje introducido en la serie de televisión Gotham) adopta la identidad de Lady Luciérnaga. Apareció por primera vez en Detective Comics #988 (septiembre de 2018) y fue creada por James Robinson y Stephen Segovia. Ella y Carson son contratados por Kobra para matar a Batman mientras investiga un asesinato.

## Otras versiones

### Smallville Season Eleven
Luciérnaga aparece en el cómic Smallville Temporada Once. Un anillo amarillo de Parallax encuentra su camino hacia Lynns y se adhiere a él, transformándolo en un poderoso Linterna Amarilla. Sin embargo, Batman finalmente confisca el anillo de Luciérnaga y lo devuelve al Arkham Asylum.

### Flashpoint
En la realidad alternativa creada durante Flashpoint, Luciérnaga es vista como miembro de Ambush Bugs de Canterbury Cricket, y muere en la batalla contra las Amazonas.

### Batman: The Brave and the Bold
Luciérnaga aparece como uno de los villanos que atacan la boda de Batman y Wonder Woman, durante la cual Lynns lucha contra Detective Marciano.

### Batman v Superman
Luciérnaga se presenta al Universo extendido de DC a través del cómic precuela vinculado a la película de 2016 Batman v Superman: Dawn of Justice. Cuando Lynns intenta bombardear un almacén lleno de objetos de valor, el justiciero Batman aparece y lo somete antes de dejarlo detenido por la policía. Lex Luthor observa ominosamente cómo se desarrolla todo esto a través de las imágenes de seguridad.

## En otros medios

### Televisión

#### Animación
- La encarnación de Luciérnaga de Garfield Lynns aparece en una serie ambientada en el Universo animado de DC, con la voz de Mark Rolston. Esta versión es un ex ingeniero pirotécnico que fue despedido por su exnovia cantante Cassidy por estropear una exhibición de pirotecnia durante uno de sus conciertos.
  - Se le presenta en Las nuevas aventuras de Batman. En el episodio "Torch Song", Lynns se convierte en Luciérnaga para matar a Cassidy, pero es frustrado por Batman. En el episodio "Legends of the Dark Knight", Luciérnaga es contratado para quemar un edificio para que su dueño pueda cobrar el dinero del seguro. Sin embargo, tres niños se topan con su trama antes de ser salvados por Batman. Los productores querían utilizar Luciérnaga en la serie anterior, Batman: la serie animada, pero Fox les prohibió usar personajes pirómanos.[17]
  - Luciérnaga regresa en el episodio de la Liga de la Justicia, "Only a Dream". Debido a problemas de hacinamiento en la prisión de Stonegate Penitentiary, Luciérnaga fue transferido a la Isla Stryker en Metrópolis. Sin embargo, un motín en la prisión le permite a él y a varios supervillanos escapar, después de lo cual Luciérnaga se une a Volcana, con quien comparte un interés casual debido a sus habilidades similares. La pareja llama la atención de los miembros de la Liga de la Justicia Batman y Green Lantern, quienes los confrontan y los someten antes de devolverlos a Stryker's.
- La encarnación de Luciérnaga de Garfield Lynns aparece en The Batman con la voz de Jason Marsden. Esta versión el traje tiene un diseño similar a un avispón, usa un jetpack que zumba mientras vuela y maneja láseres integrados en los nudillos del traje en lugar de un lanzallamas. Después de su presentación en el episodio "The Big Heat", tiene varios encuentros con Batman y otros supervillanos de Gotham City en el transcurso de la serie, como Sr. Frío en el episodio "Fire and Ice". En el episodio "White Heat", Luciérnaga y la Dra. Jane "Blaze" Blazedale roban un isótopo de fósforo para mejorar su traje, pero un accidente hace que el isótopo transforme a Lynns en el metahumano pirocinético Fósforo. El se vuelve loco e intenta destruir Gotham, solo para ser derrotado por Batman y enviado a Arkham Asylum.
- La encarnación de Luciérnaga de Garfield Lynn aparece en Batman: The Brave and the Bold, con la voz de Robin Atkin Downes. Esta versión se basa en su contraparte Pre-Crisis.
- Luciérnaga aparece en la serie web DC Super Hero Girls, con la voz de Khary Payton.

#### Acción en vivo
- El actor Andrew Dunbar ha sido contratado para interpretar al personaje en el décimo episodio de la primera temporada de la serie de la CW, Arrow, basada en la historia de Flecha Verde.[18]

- En la serie de televisión Gotham, Luciérnaga aparece en el quinto capítulo de la segunda temporada como una chica de pocos recursos que es acogida por dos hermanos expertos pirotécnicos. Cuando el Pingüino los contrata para robar un cuchillo legendario e incendiar varios locales de la propiedad de Industrias Wayne, los dos hermanos chantajean a la chica para que los ayude y le proporcionan un lanzallamas. Ella se fabrica un traje que le protege de las posibles quemaduras, mientras su amiga Selyna Kyle le advierte que deje esas peligrosas actividades por su seguridad, pero ella no le escucha. El personaje lo interpreta la actriz Michelle Veintimilla.

### Película
- Luciérnaga aparece en Batman: Bad Blood, con la voz de Steve Blum. Esta versión es un mercenario que trabaja para la Liga de Asesinos y sirve como uno de los secuaces de Talia al Ghul y socio de Killer Moth.
- Estaba previsto que Luciérnaga apareciera en la película de DC Extended Universe / HBO Max, Batgirl (2022), interpretado por Brendan Fraser.[19] Pero, finalmente el 2 de agosto de 2022 Warner brothers decidió cancelar definitivamente el estreno de la película, a pesar de haber concluido su filmación, al no considerarla apta para un estreno al público.[20]

### Videojuegos
- Luciérnaga es también uno de los jefes en el Juego de Leapster de Batman.

- Luciérnaga aparece como un villano desbloqueable a través de la "Cacería del Villano" en la versión de Nintendo DS de Lego Batman: El Videojuego. El traje de Luciérnaga aquí es similar a su look en The Batman.

- Una biografía de Lynn (como Luciérnaga) puede ser encontrada en el juego de 2009 Batman: Arkham Asylum. Puede ser desbloqueado escaneando recortes de periódicos de él en la Sala de Observación de Pacientes en el Centro Médico. Además, su mochila lanzallamas está ahí. De acuerdo con la biografía 90% de su cuerpo estaba cubierto de cicatrices de quemaduras tras un accidente.

- Si bien no aparece físicamente en el juego Batman: Arkham City, se reveló que Luciérnaga se encuentra operando con Máscara Negra en su propia banda recién formada y lo ayudó en su primer (y exitoso) intento de fuga de la prisión antes de los eventos del juego. Sin embargo, durante la huida de Roman, Lynns desapareció y fue abandonado por la banda. Además, Azrael establece que "Gotham va a arder". Esto da la posibilidad de que Luciérnaga podría aparecer en el próximo juego cronológico.

- La versión de Garfield Lynns de Luciérnaga aparece en Batman: Arkham Origins, con la voz de Crispin Freeman.[21] En esta versión, Luciérnaga tiene quemaduras que cubren más del 90% de su cuerpo, incluyendo la mayor parte de su rostro al igual que la versión post-Crisis. Aparece como uno de los ocho asesinos a sueldo del Joker (que se hacía pasar por Máscara Negra en ese momento) para matar a Batman. Aparece por primera vez en la reunión de asesinos en el Hotel Royal, aunque no tenía una participación real en la conferencia más allá de simplemente aparecer. Después de que Batman se va del escondite de Bane, se entera de que Luciérnaga tiene de rehenes a todo un puente para llamar su atención, poniendo bombas en ambos extremos y en el interior del pilar central. Luciérnaga también tiene de rehén un carro de tren, _ así como a varios agentes de policía. Sus bombas son desactivadas por los esfuerzos combinados de Batman y el CPGC, aunque se las arregla para causar suficiente daño al puente por su cuenta. Los dos pelean después que Batman desactiva la tercera bomba, y Luciérnaga intenta detonar durante su lucha, sin darse cuenta de que los artificieros ya habían desactivado la cuarta bomba. Después de darse cuenta de que todas sus bombas han sido desactivadas, Luciérnaga persigue a Batman alrededor del puente antes de que atraparlo con llamas. Batman se enfrenta a Luciérnaga para salvarse a sí mismo, y logra estrellarlo contra uno de los pilares antes de arrancarle las alas y se lo deja a la policía.

- Vuelve a aparecer en el videojuego Batman: Arkham Knight como el villano principal de una misión secundaria en la que va quemando distintas bases de bomberos y Batman tiene que apagar el fuego y perseguirle por las calles de Gotham en el Batmóvil